# Pseuderosia
Pseuderosia este un gen de insecte lepidoptere din familia Drepanidae.

Cladograma conform Catalogue of Life:
| Pseuderosia | \| \| Pseuderosia cristata \| \| \| \| \| \| Pseuderosia desmierdechenoni \| \| \| \| |
|             | \| \| Pseuderosia cristata \| \| \| \| \| \| Pseuderosia desmierdechenoni \| \| \| \| |
|             | Pseuderosia cristata                                                                  |
|             |                                                                                       |
|             | Pseuderosia desmierdechenoni                                                          |
|             |                                                                                       |